# Type I
Il Type I è stato un fucile  (イ式小銃?, I-shiki shōjū) d'ordinanza a otturatore girevole-scorrevole della famiglia Arisaka, utilizzato dall'Impero giapponese durante la seconda guerra mondiale. L'arma camerava la cartuccia 6,5 × 50 mm Arisaka ma era stata prodotta da aziende italiane su richiesta giapponese; fornito alle truppe nipponiche in circa 120 000 esemplari, fu usato per lo più per l'addestramento ma in alcune occasioni venne adoperato attivamente in battaglia sul fronte del Pacifico dalle unità terrestri della Marina imperiale giapponese.

## Storia

### Sviluppo
Nel novembre 1936 l'Impero giapponese firmò con la Germania nazista il patto anticomintern, che vincolava le nazioni contraenti a frenare l'espansione del comunismo sovietico; il Giappone vide nella stipula del patto la certezza di una proficua collaborazione militare con la Germania, che avrebbe sospeso gli aiuti militari (equipaggiamenti e addestramento) forniti alle eterogenee truppe dell'Esercito rivoluzionario nazionale di Chiang Kai-shek. Il 7 luglio 1937 reparti giapponesi sfruttarono il controverso incidente del ponte di Marco Polo per dare avvio all'invasione della Cina e battere i nazionalisti di Chiang Kai-Shek; il conflitto, più duro del previsto, impegnò al massimo le risorse industriali nipponiche.
Tale situazione fece avvicinare il giappone anche al Regno d'Italia, , che nel Novembre 1937 aveva aderito al patto anticomintern: una delegazione apposita giunse in Italia per supervisionare la progettazione e costruzione in serie di un fucile comparabile a quello d'ordinanza in uso presso l'Esercito imperiale (il Type 38), optando infine per un'arma su azione del Carcano Italiano ma costruita secondo le specifiche nipponiche.
Il fucile fu denominato イ式小銃, trasposto in caratteri occidentali I-shiki shōjū e stante per "fucile Type I"; da contratto venne adottato formalmente per armare ed addestrare le forze armate del Manchukuo, stato cliente del Giappone.

### Produzione
Dopo la stipula di un contratto per 120 000 fucili ibridi Carcano-type 38, i progetti vennero stilati alla Fabbrica d'Armi Regio Esercito Terni e la produzione durò dal Gennaio all' Ottobre del 1939, così suddivisa: 60 000 pezzi alla Sezione Fabbrica d'Armi Regio Esercito (SFARE) di Gardone Val Trompia, 30 000 alla Beretta di Gardone Val Trompia e 30 000 alla Fabbrica Nazionale d'Armi di Brescia; nel corso della fabbricazione il calcio dei fucili non fu trattato con vernici, né furono forniti cinghie e baionette, di cui i giapponesi si erano fatti carico. Man mano che venivano consegnati, i lotti erano esaminati da una commissione nipponica, sebbene una fonte puntualizzi che non è ben chiaro se tutte e tre le aziende coinvolte fossero affiancate da tali commissioni.
Ogni lotto comprendeva 10 000 pezzi segnati da una lettera e dal numero corrispondente all'ordine cronologico di produzione (da 0 fino a 9999); la SFARE di Val Trompia si occupò dei lotti dalla "A" alla "F", la ditta di Brescia si fece carico dei successivi tre (dalla "G alla "I") e alla Beretta furono affidate le ultime tre commesse, dalla "J" alla "L" (sebbene alcuni fucili della serie J sembra furono prodotti inavvertitamente dalla Fabbrica Nazionale).

### Impiego operativo
Non appena fu in Giappone, a dispetto della natura dell'ordine, il Type I fu presto destinato a forze collaborazioniste cinesi (Governo Nazionale Riorganizzato della Repubblica di Cina), alle scuole d'addestramento della Marina Imperiale, alle unità navali di guardia o ancora venne messo in deposito; nel complesso si trattò di un'arma robusta e affidabile. Furono anche utilizzati in battaglia dalla fanteria di marina nipponica o dai reparti di sorveglianza della marina imperiale che, distaccati sulle varie isole dell'Oceano Pacifico, erano spesso addestrate a combattere come fanteria per opporsi agli sbarchi statunitensi: in particolare numerosi Type I furono rinvenuti dopo la battaglia di Peleliu (settembre-novembre 1944) e durante la riconquista delle Filippine. La gran parte dei fucili fu comunque confiscata dopo la fine della seconda guerra mondiale e oggi si possono trovare vari esemplari nel mercato del collezionismo.

## Tecnica
Il Type I era lungo 1290 mm (2 mm meno del Type 38) e pesava 3,9 chili; la canna (rigatura progressiva a 4 linee tipo Metford) misurava da sola 780 mm ed era in calibro 6,5 mm, adatta a sparare la cartuccia giapponese 6,5 × 50 mm Arisaka: le munizioni erano fornite in clip da cinque colpi ciascuna e non da sei, come usuale per il Carcano Mod. 91. Il meccanismo di sparo, la camera di scoppio e l'otturatore erano invece stati ripresi dal Carcano, anch'esso in calibro 6,5 mm, ma intagliati per adattarsi alle munizioni nipponiche. Il sistema di mira era in pratica una copia di quello del fucile nipponico: si componeva di un mirino posteriore sul castello con alzo, graduato da 400 a 2 400 metri, e da una tacca di mira infissa alla volata della canna; tuttavia vi erano differenze. Il mirino del Type I era infatti una tacca a forma di "V" (sul Type 38 consisteva in un foro circolare) e la tacca di mira non era stata dotata delle alette protettive laterali tipiche dell'arma giapponese. Anche il tipo di sicura era diverso e non esistevano i supporti per il coperchio antipolvere dell'otturatore, una dotazione normale per il Type 38; del pari mancavano i due fori sul castello atti a far uscire i gas prodotti da danni accidentali agli inneschi delle cartucce. I proiettili raggiungevano una velocità alla volata di 630 m/s e al momento dello sparo veniva esercitata una forza di 972.10 N·m.
La cassa era uguale a quella del Type 38, se non che sul Type I la scanalatura per agevolare la presa sull'arma era più corta e meno profonda. Il calcio era una copia di quello del Type 38, composto da due parti a incastro a coda di rondine e quindi fissate. L'inclinazione era piuttosto accentuata e il legno utilizzato era più pesante del materiale usato in Giappone; oltretutto fu implementato un secondo modello di calcio più lungo di quello standard, sembra per adattarsi alla maggiore presenza fisica di parte delle truppe di marina. L'attacco per la baionetta Type 30 e le bacchette per la pulizia furono riprodotte quasi identiche, mentre baionetta e tracolla erano aggiunti dagli arsenali nipponici. Fu copiato anche il sistema di scaricamento, un cuneo zigrinato all'interno del ponticello e davanti al grilletto che apriva il fondo del serbatoio, facendo cadere le munizioni.
Da notare che nessuno dei fucili consegnati ebbe mai punzonato sul castello il crisantemo, simbolo della consacrazione dell'arma all'imperatore, né alcun marchio dei vari arsenali giapponesi. Sono rintracciabili le matricole di serie sul lato sinistro esterno della camera, i marchi di fabbrica sul fondo del castello (non sempre presenti) e infine, solo per gli esemplari prodotti dalla Beretta, la sigla "PB" su sicura e maniglia dell'otturatore.